# Związek Socjalistycznych Republik Radzieckich na Zimowych Igrzyskach Olimpijskich 1960
ZSRR na Zimowych Igrzyskach Olimpijskich 1960 reprezentowało 62 zawodników: 48 mężczyzn i 14 kobiet. Był to drugi start reprezentacji Związku Radzieckiego na zimowych igrzyskach olimpijskich. Reprezentacja ZSRR zajęła pierwsze miejsce w klasyfikacji medalowej.

## Zdobyte medale
| Medal  | Zawodnik | Dyscyplina          | Konkurencja                 | Rezultat    |
| ------ | --- | ------------------- | --------------------------- | ----------- |
| Złoto  | Marija Gusakowa | Biegi narciarskie   | bieg na 10 km kobiet        | 39:46,6 min |
| Złoto  | Jewgienij Griszyn | Łyżwiarstwo szybkie | bieg na 500 m mężczyzn      | 40,2 s      |
| Złoto  | Wiktor Kosiczkin | Łyżwiarstwo szybkie | bieg na 5000 m mężczyzn     | 7:51,3 min  |
| Złoto  | Jewgienij Griszyn | Łyżwiarstwo szybkie | bieg na 1500 m mężczyzn     | 2:10,4 min  |
| Złoto  | Kłara Gusiewa | Łyżwiarstwo szybkie | bieg na 1000 m kobiet       | 1:34,1 min  |
| Złoto  | Lidija Skoblikowa | Łyżwiarstwo szybkie | bieg na 1500 m kobiet       | 2:25,2 min  |
| Złoto  | Lidija Skoblikowa | Łyżwiarstwo szybkie | bieg na 3000 m kobiet       | 5:14,3 min  |
| Srebro | Lubow Baranowa | Biegi narciarskie   | bieg na 10 km kobiet        | 40:04,2 min |
| Srebro | Radja Jeroszyna Marija Gusakowa Lubow Baranowa | Biegi narciarskie   | Sztafeta 3 × 5 km kobiet    | 57:51,0 min |
| Srebro | Wiktor Kosiczkin | Łyżwiarstwo szybkie | bieg na 10 000 m mężczyzn   | 15:49,2 min |
| Srebro | Natalja Donczenko | Łyżwiarstwo szybkie | bieg na 500 m kobiet        | 46,0 s      |
| Srebro | Walentina Stienina | Łyżwiarstwo szybkie | bieg na 3000 m kobiet       | 5:16,9 min  |
| Brąz   | Aleksandr Priwałow | Biathlon            | Bieg na 20 km mężczyzn      | 1:34:54,2 h |
| Brąz   | Nikołaj Anikin | Biegi narciarskie   | bieg na 30 km mężczyzn      | 1:52:28,2 h |
| Brąz   | Anatolij Szeluchin Giennadij Waganow Aleksiej Kuzniecow Nikołaj Anikin | Biegi narciarskie   | sztafeta 4 × 10 km mężczyzn | 2:21:21,6 h |
| Brąz   | Radja Jeroszyna | Biegi narciarskie   | Bieg na 10 km kobiet        | 40:06,0 min |
| Brąz   | Jewgienij Jorkin Nikołaj Sołogubow Jurij Baulin Aleksandr Almietow Konstantin Łoktiew Wieniamin Aleksandrow Gienrich Sidorienkow Alfred Kuczewski Michaił Byczkow Władimir Griebiennikow Jurij Cicinow Wiktor Jakuszew Jewgienij Groszew Stanisław Pietuchow Wiktor Priażnikow Nikołaj Puczkow Nikołaj Karpow | Hokej na lodzie     | turniej mężczyzn            |             |
| Brąz   | Nikołaj Gusakow | Kombinacja norweska | indywidualnie               | 452,000 pkt |
| Brąz   | Rafael Gracz | Łyżwiarstwo szybkie | bieg na 500 m               | 40,4 s      |
| Brąz   | Boris Stienin | Łyżwiarstwo szybkie | bieg na 1500 m mężczyzn     | 2:11,5 min  |
| Brąz   | Tamara Ryłowa | Łyżwiarstwo szybkie | bieg na 1000 m kobiet       | 1:34,8 min  |

## Skład kadry

### Biathlon
Mężczyźni
| Zawodnik           | Konkurencja   | czas biegu | Kary | Łączny czas | Pozycja |
| ------------------ | ------------- | ---------- | ---- | ----------- | ------- |
| Aleksandr Priwałow | Bieg na 20 km | 1:28:54,2  | 6    | 1:34:54,2   | brąz    |
| Władimir Miełanjin | Bieg na 20 km | 1:27:42,4  | 8    | 1:35:42,4   | 4.      |
| Walentin Pszenicyn | Bieg na 20 km | 1:30:45,8  | 6    | 1:36:45,,8  | 5.      |
| Dimitrij Sokołow   | Bieg na 20 km | 1:28:16,7  | 10   | 1:38:36,7   | 6.      |

### Biegi narciarskie
Mężczyźni
| Zawodnik                                                               | Konkurencja        | czas      | Pozycja |
| ---------------------------------------------------------------------- | ------------------ | --------- | ------- |
| Giennadij Waganow                                                      | Bieg na 15 km      | 52:18,0   | 4.      |
| Nikołaj Anikin                                                         | Bieg na 15 km      | 52:55,0   | 10.     |
| Aleksandr Gubin                                                        | Bieg na 15 km      | 53:29,1   | 15.     |
| Pawieł Morszczinin                                                     | Bieg na 15 km      | 53:36,6   | 16.     |
| Nikołaj Anikin                                                         | Bieg na 30 km      | 1:52:28,2 | brąz    |
| Giennadij Waganow                                                      | Bieg na 30 km      | 1:52:49,2 | 4.      |
| Aleksiej Kuzniecow                                                     | Bieg na 30 km      | 1:54:23,9 | 8.      |
| Anatolij Szeluchin                                                     | Bieg na 30 km      | 1:58:21,3 | 15.     |
| Giennadij Waganow                                                      | Bieg na 50 km      | 3:05:27,6 | 7.      |
| Nikołaj Anikin                                                         | Bieg na 50 km      | 3:10:13,9 | 13.     |
| Aleksiej Kuzniecow                                                     | Bieg na 50 km      | 3:11:47,0 | 15.     |
| Iwan Lubimow                                                           | Bieg na 50 km      | 3:25:06,4 | 19.     |
| Anatolij Szeluchin Giennadij Waganow Aleksiej Kuzniecow Nikołaj Anikin | Sztafeta 4 × 10 km | 2:21:21,6 | brąz    |

Kobiety
| Zawodnik                                       | Konkurencja       | czas    | Pozycja |
| ---------------------------------------------- | ----------------- | ------- | ------- |
| Marija Gusakowa                                | Bieg na 10 km     | 39:46,6 | złoto   |
| Lubow Baranowa                                 | Bieg na 10 km     | 40:04,2 | srebro  |
| Radja Jeroszyna                                | Bieg na 10 km     | 40:06,0 | brąz    |
| Alewtina Kołczina                              | Bieg na 10 km     | 40:12,6 | 4.      |
| Radja Jeroszyna Marija Gusakowa Lubow Baranowa | Sztafeta 3 × 5 km | 57:51,0 | srebro  |

### Hokej na lodzie
Reprezentacja mężczyzn
| - Jewgienij Jorkin - Nikołaj Sołogubow - Jurij Baulin - Aleksandr Almietow - Konstantin Łoktiew - Wieniamin Aleksandrow - Gienrich Sidorienkow - Alfred Kuczewski - Michaił Byczkow |  | - Władimir Griebiennikow - Jurij Cicinow - Wiktor Jakuszew - Jewgienij Groszew - Stanisław Pietuchow - Wiktor Priażnikow - Nikołaj Puczkow - Nikołaj Karpow |

Reprezentacja Związku Radzieckiego w rundzie eliminacyjnej brała udział w rozgrywkach grupy C zajmując w niej pierwsze miejsce i awansując do rundy finałowej. W rundzie finałowej zajęła trzecie miejsce zdobywając brązowy medal.

#### Runda eliminacyjna
Grupa C
| Drużyna   | M | Mecze | Mecze | Mecze | Bramki | Bramki | Bramki | Pkt |
| Drużyna   | M | W     | R     | P     | +      | –      | +/-    | Pkt |
| --------- | - | ----- | ----- | ----- | ------ | ------ | ------ | --- |
| ZSRR      | 2 | 2     | 0     | 0     | 16     | 4      | +12    | 4   |
| Niemcy    | 2 | 1     | 0     | 1     | 4      | 9      | -5     | 2   |
| Finlandia | 2 | 0     | 0     | 0     | 5      | 12     | -7     | 0   |

Wyniki
| 19 lutego 1960 | ZSRR | 8:0 | Niemcy |  |

|  | J.Baulin 1:32 W.Priażnikow 4:01 W.Aleksandrow 18:44 J.Groszew 31:53 S.Pietuchow 32:55 A.Almietow 38:16 N.Sołogubow 45:19 K.Łoktiew 49:06 | (3:0, 3:0, 2:0) |  | Sędzia główny: Marsh Ryman Sędziowie liniowi: Everett Riley |

| 20 lutego 1960 | ZSRR | 8:4 | Finlandia |  |

|  | W.Griebiennikow 4:43 J.Groszew 9:35 N.Karpow 22:36 W.Jakuszew 29:36 J.Cicinow 36:21 J.Groszew 37:30 K.Łoktiew 44:31 W.Griebiennikow 56:28 | (2:1, 4:0, 2:3) | M. Lampainen 18:09 H. Pulli 43:20 P. Nieminen 47:15 P. Nieminen 59:42 | Sędzia główny: Bill McKenzie Sędziowie liniowi: Hugh McLean |

#### Runda finałowa
| Drużyna           | M | Mecze | Mecze | Mecze | Bramki | Bramki | Bramki | Pkt | Uwagi |
| Drużyna           | M | W     | R     | P     | +      | –      | +/-    | Pkt | Uwagi |
| ----------------- | - | ----- | ----- | ----- | ------ | ------ | ------ | --- | ----- |
| Stany Zjednoczone | 5 | 5     | 0     | 0     | 29     | 11     | +19    | 10  |       |
| Kanada            | 5 | 4     | 0     | 1     | 31     | 12     | +17    | 8   |       |
| ZSRR              | 5 | 2     | 1     | 2     | 24     | 19     | +5     | 5   |       |
| Czechosłowacja    | 5 | 2     | 0     | 3     | 21     | 23     | -2     | 4   |       |
| Szwecja           | 5 | 1     | 1     | 3     | 19     | 19     | 0      | 3   |       |
| Niemcy            | 5 | 0     | 0     | 5     | 5      | 45     | -40    | 0   |       |

Wyniki
| 22 lutego 1960 | ZSRR | 8:5 | Czechosłowacja |  |

|  | J.Cicinow 7:33 K.Łoktiew 15:56 W.Aleksandrow 18:26 J.Cicinow 25:38 K.Łoktiew 30:31 W.Aleksandrow 41:08 S.Pietuchow 44:28 K.Łoktiew 53:09 | (3:2, 2:1, 3:2) | V.Bubník 14:17 J.Černý 19:44 V.Pantůček 35:01 V.Pantůček 45:03 V.Pantůček 50:13 |  |

| 24 lutego 1960 | ZSRR | 2:2 | Szwecja |  |

| Godzina: 15:30 | K.Łoktiew 48:07 W.Aleksandrow 51:49 | (0:0, 0:0, 2:2) | N.Nilsson 42:39 N.Nilsson 58:32 | Sędzia główny: Bill Riley Sędziowie liniowi: Bob Barry |

| 25 lutego 1960 | ZSRR | 7:1 | Niemcy |  |

| Godzina: 13:00 | W.Griebiennikow 27:47 J.Cicinow 31:33 W.Aleksandrow 33:40 S.Pietuchow 34:42 J.Cicinow 50:41 S.Pietuchow 53:24 G.Sidorienkow 59:16 | (0:1, 4:0, 3:0) | J.Huber 3:17 | Sędzia główny: ROb Barry Sędziowie liniowi: Bill Riley |

| 27 lutego 1960 | Stany Zjednoczone | 3:2 | ZSRR |  |

| Godzina: 13:30 | W.Cleary 4:04 W.Christian 31:01 W.Christian 54:59 | (1:2, 1:0, 1:0) | W.Aleksandrow 5:03 M.Byczkow 9:37 | Sędzia główny: Kurt Hauser Sędziowie liniowi: Richard Wagner |

| 28 lutego 1960 | Kanada | 8:5 | ZSRR |  |

|  | F.Etcher 7:32 H.Sinden 18:12 G.Samolenko 18:27 D.Rope 22:37 F.Etcher 45:33 J.Connelly 46:48 F.Martin 47:53 R.Attersley 595:52 | (3:0, 1:3, 4:2) | A.Almietow 25:28 W.Aleksandrow 25:51 W.Griebiennikow 29:56 J.Groszew 50:16 W.Priażnikow 55:02 | Sędzia główny: Kurt Hauser Sędziowie liniowi: Richard Wagner |

### Kombinacja norweska
Mężczyźni
| Zawodnik        | Konkurencja   | Bieg narciarski | Bieg narciarski | Bieg narciarski | Skoki narciarskie | Skoki narciarskie | Skoki narciarskie | Skoki narciarskie | Skoki narciarskie | Skoki narciarskie | Skoki narciarskie | Skoki narciarskie | Łącznie | Pozycja |
| Zawodnik        | Konkurencja   | Czas biegu      | Pozycja         | Punkty          | Skok 1            | Nota              | Skok 2            | Nota              | Skok 3            | Nota              | Punkty            | Pozycja           | Łącznie | Pozycja |
| --------------- | ------------- | --------------- | --------------- | --------------- | ----------------- | ----------------- | ----------------- | ----------------- | ----------------- | ----------------- | ----------------- | ----------------- | ------- | ------- |
| Nikołaj Gusakow | Indywidualnie | 58:29,4         | 1.              | 240,000         | 62,5              | 104,5             | 64,5              | 102,5             | 66,0              | 107,5             | 212,0             | 10.               | 452,000 | brąz    |
| Dmitrij Koczkin | Indywidualnie | 1:01:32,1       | 11.             | 228,194         | 64,0              | 109,5             | 64,5              | 105,0             | 67,0              | 110,0             | 219,5             | 2.                | 447,694 | 5.      |
| Michaił Priakin | Indywidualnie | 1:00:25,7       | 9.              | 232,452         | 54,5              | 91,0              | 59,5              | 98,5              | 62,0              | 102,0             | 200,5             | 21.               | 432,952 | 12.     |
| Leonid Fiodorow | Indywidualnie | 1:02:13,1       | 15.             | 225,548         | 55,0              | 91,5              | 62,0              | 100,5             | 62,5              | 101,5             | 202,0             | 17.               | 427,548 | 16.     |

### Łyżwiarstwo figurowe
| Zawodnik                           | Konkurencja   | Nota | Pozycja |
| ---------------------------------- | ------------- | ---- | ------- |
| Nina Żuk Stanisław Żuk             | Pary sportowe | 72,3 | 6.      |
| Ludmiła Biełousowa Oleg Protopopow | Pary sportowe | 68,6 | 9.      |

### Łyżwiarstwo szybkie
Mężczyźni
| Zawodnik             | Konkurencja   | Konkurencja   | Konkurencja    | Konkurencja    | Konkurencja    | Konkurencja    | Konkurencja        | Konkurencja        |
| Zawodnik             | Bieg na 500 m | Bieg na 500 m | Bieg na 1500 m | Bieg na 1500 m | Bieg na 5000 m | Bieg na 5000 m | Bieg na 10 000 m   | Bieg na 10 000 m   |
| Zawodnik             | Czas          | Miejsce       | Czas           | Miejsce        | Czas           | Miejsce        | Czas               | Miejsce            |
| -------------------- | ------------- | ------------- | -------------- | -------------- | -------------- | -------------- | ------------------ | ------------------ |
| Jewgienij Griszin    | 40,2          | złoto         | 2:10,4         | złoto          |                |                |                    |                    |
| Rafael Gracz         | 40,4          | brąz          |                |                |                |                |                    |                    |
| Giennadij Woronin    | 40,7          | 5.            | 2:14,7         | 12.            |                |                |                    |                    |
| Jurij Małyszew       | 41,2          | 10.           |                |                |                |                |                    |                    |
| Boris Stienin        |               |               | 2:11,5         | brąz           |                |                |                    |                    |
| Lew Zajcew           |               |               | 2:22,1         | 31.            |                |                |                    |                    |
| Wiktor Kosiczkin     |               |               |                |                | 7:51,3         | złoto          | 15:49,2            | srebro             |
| Walerij Kotow        |               |               |                |                | 8:05,4         | 5.             |                    |                    |
| Oleg Gonczarienko    |               |               |                |                | 8:06,6         | 6.             |                    |                    |
| Władimir Szyłykowski |               |               |                |                |                |                | 17:13,9            | 20.                |
| Nikolajs Štelbaums   |               |               |                |                |                |                | Nie ukończył biegu | Nie ukończył biegu |

Kobiety
| Zawodnik           | Konkurencja   | Konkurencja   | Konkurencja    | Konkurencja    | Konkurencja    | Konkurencja    | Konkurencja    | Konkurencja    |
| Zawodnik           | Bieg na 500 m | Bieg na 500 m | Bieg na 1000 m | Bieg na 1000 m | Bieg na 1500 m | Bieg na 1500 m | Bieg na 3000 m | Bieg na 3000 m |
| Zawodnik           | Czas          | Miejsce       | Czas           | Miejsce        | Czas           | Miejsce        | Czas           | Miejsce        |
| ------------------ | ------------- | ------------- | -------------- | -------------- | -------------- | -------------- | -------------- | -------------- |
| Natalja Donczenko  | 46,0          | srebro        |                |                |                |                |                |                |
| Tamara Ryłowa      | 46,2          | 4.            | 1:34,8         | brąz           |                |                | 5:30,0         | 9.             |
| Kłara Gusiewa      | 46,8          | 6.            | 1:34,1         | złoto          | 2:28,7         | 4.             |                |                |
| Lidija Skoblikowa  |               |               | 1:35,3         | 4.             | 2:25,2         | złoto          | 5:14,3         | złoto          |
| Walentina Stienina |               |               |                |                | 2:29,2         | 5.             | 5:16,9         | srebro         |

### Narciarstwo alpejskie
Kobiety
| Zawodniczka         | Konkurencja | Konkurencja | Konkurencja   | Konkurencja   | Konkurencja         | Konkurencja         | Konkurencja      | Konkurencja      |
| Zawodniczka         | Zjazd       | Zjazd       | Slalom gigant | Slalom gigant | Slalom specjalny    | Slalom specjalny    | Slalom specjalny | Slalom specjalny |
| Zawodniczka         | Czas        | Pozycja     | Czas          | Pozycja       | Czas 1-go przejazdu | Czas 2-go przejazdu | Czas łączny      | Pozycja          |
| ------------------- | ----------- | ----------- | ------------- | ------------- | ------------------- | ------------------- | ---------------- | ---------------- |
| Stalina Diemidowa   | 1:46,5      | 19.         | 1:45,7        | 21.           | 58,5                | 59,9                | 1:58,4           | 7.               |
| Lubow Wołkowa       | 1:49,2      | 23.         | 1:48,9        | 30.           | 1:00,8              | 1:16,5              | 2:17,3           | 30.              |
| Jewgienija Sidorowa | 1:46,7      | 20.         | 1:50,0        | 31.           | 1:03,3              | 1:01,0              | 2:04,3           | 18.              |

### Skoki narciarskie
Mężczyźni
| Skoczek           | Skok 1    | Skok 1 | Skok 2    | Skok 2 | Nota  | Pozycja |
| Skoczek           | odległość | Nota   | odległość | Nota   | Nota  | Pozycja |
| ----------------- | --------- | ------ | --------- | ------ | ----- | ------- |
| Nikołaj Kamienski | 90,5      | 110,2  | 79,0      | 106,7  | 216,9 | 4.      |
| Koba Cakadze      | 89,0      | 107,0  | 79,5      | 104,1  | 211,1 | 9.      |
| Nikołaj Szamow    | 85,5      | 103,2  | 80,5      | 107,4  | 210,6 | 10.     |
| Leonid Fiodorow   | 83,0      | 97,2   | 73,0      | 95,9   | 193,1 | 27.     |